# アシュランド (LSD-1)
USS アシュランド (USS Ashland LSD-1) は、アメリカ海軍のドック型揚陸艦であり、アシュランド級ドック型揚陸艦の一番艦である。ケンタッキー州レキシントンにあるヘンリー・クレイの邸宅「アシュランド」にちなんで命名された最初の海軍艦艇である。
1942年6月22日にカリフォルニア州オークランドでムーア・ドライ・ドック社によって建造され、1942年12月21日に進水、当時サンフランシスコの海軍資材検査官であったローウェル大尉の妻、ジャベズ・ローウェル夫人がスポンサーとなり、1943年6月5日にフランシス・J・ハリス中佐の指揮で就役した。
世界初のドック型揚陸艦であり、その後のドッグ型揚陸艦のもとになった。

## 1943 - 1946年
アシュランドは2ヶ月間の試運転の後、サンディエゴで水陸両用艇と人員を積み込み、8月11日に出航して西へ向かった。8月19日に真珠湾に到着した後、貨物の積み込みのために一時停泊し、8月25日にベーカー島に向けて出港した。9月1日にベーカー島に到着し、装備を降ろして9月27日にハワイに戻った。航海中の修理と陸軍部隊の乗船を経て、10月19日にニューカレドニアに向けて出航した。ヌーメアでは第2海兵師団の戦車と海兵隊を乗せてエファテに向かい、1943年11月20日にギルバート諸島のタラワへの水陸両用攻撃に参加するタスクフォース53（TF53）に合流した。11月28日に任務を終え、ハワイに向けて出港。12月7日に真珠湾に到着した後、航海中の修理と改造工事を行った。
1944年1月11日、マウイ島沖での水陸両用の演習に向けて出航した。1月23日、マーシャル諸島への攻撃のため、TF52とともに出撃した。2月1日から5日にかけて、クェゼリン島をはじめとする同名の環礁内の小島への攻撃に参加した。2月15日、ロワナムールで海兵隊員と装備品を積み込み、エニウェトクへの攻撃に向かう。2月17日にエニウェトク環礁に入港し、2月29日まで修理船として使用。その日のうちに真珠湾に向けて出航した。
2月17日にエニウェトク環礁に入港し、2月29日まで修理船として使用。4月1日にサンフランシスコに到着し、上陸用舟艇の搭載を開始、4月17日にパールハーバーに帰港した。その後、マウイ島での訓練を経て、5月29日にハワイを出発し、マリアナ諸島への初期攻撃に向かう。6月15日にはサイパンで上陸用舟艇を発進させ、その後は修理艦としての任務に就いた。7月8日、燃料と補給のためにエニウェトクに向けて出港した。
次の任務は7月24日のテニアン侵攻だった。7月28日にマリアナ諸島を離れ、エニウェトク経由で真珠湾に戻った。修理を行い、水陸両用の上陸演習を行った後、タスクグループ33.1（TG33.1）と共にヤップとウルシーへの攻撃に向けて出港した。マヌス島に転用されたアシュランドはTF79に配属され、フィリピンへの侵攻に備えた。10月14日に出港し、20日にはレイテ島への第一次攻撃のためにボートを発進させた。アシュランドは10月22日に戦闘地域を離れ、ニューギニアのホーランディアに向かった。ホーランディアでフィリピンへの輸送のために兵員を収容し、レイテ島への輸送後、11月21日にホーランディアに帰還した。

アシュランドは11月28日、訓練のためグロスター岬に向かった。その3日後、リンガエン湾とルソン島の占領に向けて出航した。1945年1月12日までにすべての装備を降ろし、アシュランドはレイテ島に向けて退去した。ウルシーへと進み、第5艦隊に再配属された。2月7日にグアムに向かい、水陸両用艦艇18隻を搭載してサイパンに向けて出航。そこでは、スペアパーツや増員された兵員を受け入れた。2月12日と13日にはテニアンで上陸訓練に参加。2月16日に硫黄島に向けて出港し、19日にボートの進水を開始した。空爆が続く中、アシュランドの乗組員は予定通り作業を行い、3月31日にエニウェトクに撤退した。
アシュランドは4月13日に真珠湾に入港し、改修を受けた。5月下旬に水陸両用艦艇に乗り込み、6月3日にフィリピンへ向けて出航した。7月1日にサマール島に入港し、PTボートと乗組員を乗せてケラマ・レットに輸送した。7月3日に出港し、積み荷を降ろし、7月10日にレイテ島に戻った。その後、同様の貨物を沖縄に輸送し、8月7日には給油のためエニウェトクに到着した。8月15日、アシュランドは単独でエスピリトゥサントに向かって航行中に終戦を迎えた。8月17日にエスピリトゥサントに停泊した後、PTボートを積んで沖縄に向かった。
8月17日にエスピリトゥサント島に係留した後、PTボートを積んで沖縄に向かい、次に韓国の仁川へ出航して9月29日に到着した。同港に2日間滞在した後、レイテ島に向けて出航し、3週間の滞在を経て10月下旬に沖縄に戻った。1946年1月まで極東で上陸用舟艇の運搬と手入れの任務を続けた。その後すぐにアメリカに戻り、1946年3月にサンディエゴで予備役として就役した。
アシュランドは第二次世界大戦の功績により計6つのバトルスターを獲得した。

## 1950 - 1957年
1950年12月27日に再就役し、1951年2月にサンディエゴで慣熟訓練を終えた。4月に東海岸に向けて出航し、5月2日にメリーランド州ボルチモアのメリーランド・シップビルディング・アンド・ドライドック・カンパニーに報告し、追加の改造を受けた。出航後の最初の任務は、軍事海上輸送サービス（MSTS）と共同で行われた「ブルージェイ作戦」であった。6月から9月まで、グリーンランドのトゥーレに派遣された。9月にグリーンランドを出発したアシュランドはカリブ海に向けて出航し、2ヶ月間の活動を行った後、11月にノーフォークに戻って年内の活動を行った。
1953年1月には再びカリブ海へ向かい、1ヶ月間のクルーズを行った。2月に再びバージニア岬周辺に到着し、6月中旬までそこに留まった。6月14日、アシュランドは北大西洋への航海を開始し、8月中旬までその海域で活動した。9月には、フランスの潜水艦2隻とフランス海軍の人員7名を乗せて西海岸に移動した。10月10日にパナマ運河を通過し、14日にサンディエゴに入港した。10月にはノーフォークに戻り、東海岸での運航を再開した。
1955年4月から6月にかけて、フィラデルフィア海軍造船所で修理を受けた後、ロードアイランド州ニューポートで航海訓練を行った。9月20日、スネック作戦に出航し、グリーンランドのトゥーレや、ラブラドール、ニューファンドランドの港を訪問した。12月に帰港した後、1956年2月までの間、整備期間に入った。その後、ボルチモアでさらなる修理を受けた。4月にはプエルトリコのビエケス島で水陸両用の演習に参加し、その後、バミューダへの予備訓練航海を行った。7月には、ニューファンドランドのNSアーゲンティアで陸軍の人員と機材を搭載し、7月19日にDEWライン補給作戦の一環として出港した。この作戦は10月8日まで続いた。

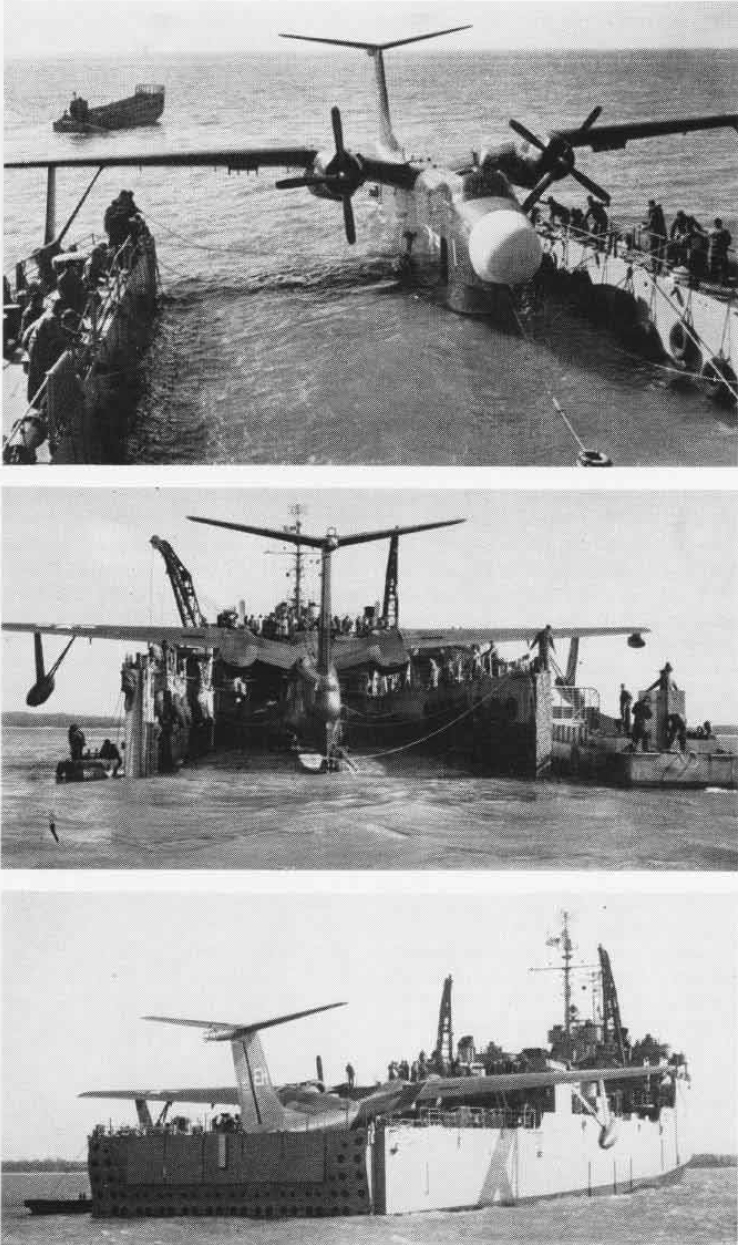
アシュランドに搭載されるP5M-2(1957年)

11月1日、アシュランドは大西洋海軍航空部隊司令官の管理下に置かれ、航空機を搭載するための改造が行われた。1957年7月には、P5M-2飛行艇を6機搭載できるようになった。同艦は8月1日から9月中旬までカリブ海に派遣された。1957年9月14日、このドック型揚陸艦は退役し、大西洋予備艦隊のノーフォークグループに配属された。

## 1961 - 1969年
アシュランドは1961年11月29日に再就役した。第4水陸両用飛行隊に配属され、東海岸での活動と、第6艦隊の地中海およびカリブ海への派遣を交互に行う生活を始めた。1964年10月、スティールパイクI作戦に参加し、指揮管制艦および舟艇修理艦として活躍した。スティールパイク作戦終了後、ドックランディングシップはスペインとポルトガルの港を訪れ、11月19日に母港であるバージニア州リトルクリークに帰港した。
1965年2月上旬、プエルトリコ沖で行われた海軍と海兵隊の合同演習「Operation FirEx」に参加し、3月6日にリトルクリークに帰港した。6月には水陸両用戦隊4の他の5隻とともに地中海に向けて出航し、6回の水陸両用上陸演習に参加した。この派遣では、ヨーロッパの9つの寄港地を訪れ、11月3日に母港に戻った。
1966年3月3日、カリブ海準備グループの一員としてカリブ海に派遣され、第2艦隊の40隻以上の艦船が参加したビーチタイム作戦など、数多くの水陸両用の上陸作戦を実施した。6月27日にリトル・クリークに帰還したアシュランドは、7月18日にナラガンセット湾に向けて出港し、一連の訓練を行うまでの間、維持管理を行った。同月末にはリトル・クリークに戻り、アンフィオンに接岸して稼働を開始した。その後、数ヶ月間の訓練を経て、11月18日にオーバーホールのためノーフォーク造船所に入港。
1967年3月3日に工事は終了したが、アシュランドは4月10日にキューバのグアンタナモ・ベイでのアンダーウェイ・トレーニングに出発するまでノーフォーク地区に留まった。5月11日にノーフォークに帰港したが、4日後には航路を反転して再びグアンタナモ湾に向かった。6月初旬に母港に到着したアシュランドは、10月3日にヴィエケスに向けて出港するまでの間、現地での活動に従事しました。10月20日にリトル・クリークに帰港し、この年はアップキープの状態で終了した。
アシュランドは1968年1月3日、地中海に派遣された。1月24日、スペインのアルメリアでドナーと交代した後、サルデーニャ島のアランチ湾とコルシカ島のロボ・サントで上陸演習を行った。また、ジブラルタル、バレンシア（スペイン）、マルセイユ（フランス）、ナポリとラ・スペツィア（イタリア）を訪問した。4月29日から5月10日まで、フランスとギリシャの海軍も参加するNATO演習「ドーン・パトロール」に参加した。5月30日、リトル・クリークに帰港した。
7月から8月にかけては、東海岸のいくつかの港を訪問し、アメリカとオーストラリアのミッドシップマンを乗せてトレーニングクルーズを行いました。9月から10月にかけては、バルカン島で大規模な修理を行った。11月12日、アシュランドは再び地中海に向かうために錨を下ろした。この間、水陸両用の上陸演習や寄港地訪問を繰り返し、1969年4月下旬にアメリカに帰国した。
バージニア州リトル・クリークで2ヶ月間過ごした後、アシュランドは最後の地中海クルーズに出航し、7月初旬にスペインのロタに向けて出航しました。その後、サルデーニャ島に渡り、演習とビーチでの船上パーティーを行った。その後、フランスのカンヌを経て、マルタのバレッタへと向かいました。その後、クレタ島のティンバキオンに移動した。クレタ島でリトル・クリークに戻るようにとの命令を受け、クルーズを中断して帰路についたが、その途中でハリケーンに遭遇し、後にバミューダ・トライアングルと呼ばれることになるエリアに入った。その後、無事にリトル・クリークに戻ってきた。
しかし、効率的な運航を続けるために必要な修理には莫大な費用がかかることがわかった。1969年11月22日、アシュランドは退役した。1969年11月25日、海軍のリストから名前が抹消された。1970年5月、ブリティッシュコロンビア州バンクーバーのN.W.ケネディ社に売却された。